# Dulac (Luisiana)
Dulac es un lugar designado por el censo ubicado en la parroquia de Terrebonne en el estado estadounidense de Luisiana. En el Censo de 2010 tenía una población de 1463 habitantes y una densidad poblacional de 31,12 personas por km².

## Geografía
Dulac se encuentra ubicado en las coordenadas 29°24′18″N 90°41′34″O / 29.40500, -90.69278. Según la Oficina del Censo de los Estados Unidos, Dulac tiene una superficie total de 47.02 km², de la cual 41.48 km² corresponden a tierra firme y (11.78%) 5.54 km² es agua.

## Demografía
Según el censo de 2010, había 1463 personas residiendo en Dulac. La densidad de población era de 31,12 hab./km². De los 1463 habitantes, Dulac estaba compuesto por el 48.46% blancos, el 1.91% eran afroamericanos, el 42.17% eran amerindios, el 0.75% eran asiáticos, el 0% eran isleños del Pacífico, el 0.82% eran de otras razas y el 5.88% pertenecían a dos o más razas. Del total de la población el 4.24% eran hispanos o latinos de cualquier raza.